# Мико Богданов
Вижте пояснителната страница за други личности с името Богданов.
Мико Богданов е български поет и художник.

## Биография
Роден е на 6 ноември 1941 годинa в ябланишкото село Златна Панега. По образование е ветеринарен лекар. Работи като художник, специализиран в металопластиката. Автор на поезия и есеистика, носител на литературни награди в тези жанрове. Негово дело са книгите: „Малки писма до едно момиче“ (1996, есеистика), „Фей“ (2003, повест) и „Прилепите ще облитат ниско“ (2008, стихове). Представен е в антологиите „Съзвездие“ (2010) и „Светоусещане“ (2013). В последните години от живота си твори и живее в троянското село Орешак. Умира през 2014 година.